# Mukaishima
Mukaishima (japanisch 向島) ist eine Insel in der japanischen Seto-Inlandsee. Sie ist Teil der Geiyo-Inseln und liegt innerhalb des Verwaltungsgebiets der Stadt Onomichi und der Präfektur Hiroshima.

## Geographie
Mukaishima hat eine Fläche von 22,22 km² bei einem Umfang von etwa 20 km. Die höchste Erhebung ist der Takamiyama (高見山) mit einer Höhe von 283,3 m. Ein weiterer Berg ist der Iwaya-san (岩尾山) mit einer Höhe von 102 m. Im Norden trennt die Insel der etwa 300 m breite Onomichi-Kanal von der Stadt Onomichi und Honshū und im Nordosten die Tozaki-Meerenge von Tosaki (戸崎). Südlich liegt Innoshima und westlich Iwashijima (岩子島). Zu beiden Inseln führt jeweils eine Brückenverbindung.
Die Bevölkerung von Mukaishima betrug 21.939 Einwohner im Jahr 2015. Damit ist sie rückläufig gegenüber einer Einwohnerzahl von 27.013 im Jahr 1995.
| Jahr          | 1995   | 2000   | 2005   | 2010   | 2015   |
| ------------- | ------ | ------ | ------ | ------ | ------ |
| Einwohnerzahl | 27.013 | 26.215 | 25.571 | 23.510 | 21.939 |

## Kultur und Sehenswürdigkeiten

### Historische Stätten
Zu den historischen Stätten der Insel zählt der Wohnsitz der Familie Yoshihara (吉原家住宅). Dieser diente bis zum Ende der Edo-Zeit dem Dorfvorsteher von Mukaishima Nishimura. Das Haus soll 1635 erbaut worden sein und ist das älteste noch erhaltene Bauernhaus Japans mit Strohdach. Es wurde 1991 als wichtiges nationales Kulturgut ausgewiesen.
Darüber hinaus befinden sich auf der Nordseite Mukaishimas die Überreste des Kaibutsu-en (海物園跡). Der Kaibutusu-en war ein Garten, der der Tomishima-Familie gehörte, welche in der zweiten Hälfte des 17. Jahrhunderts durch Salzfelder reich wurde.

### Religiöse Stätten

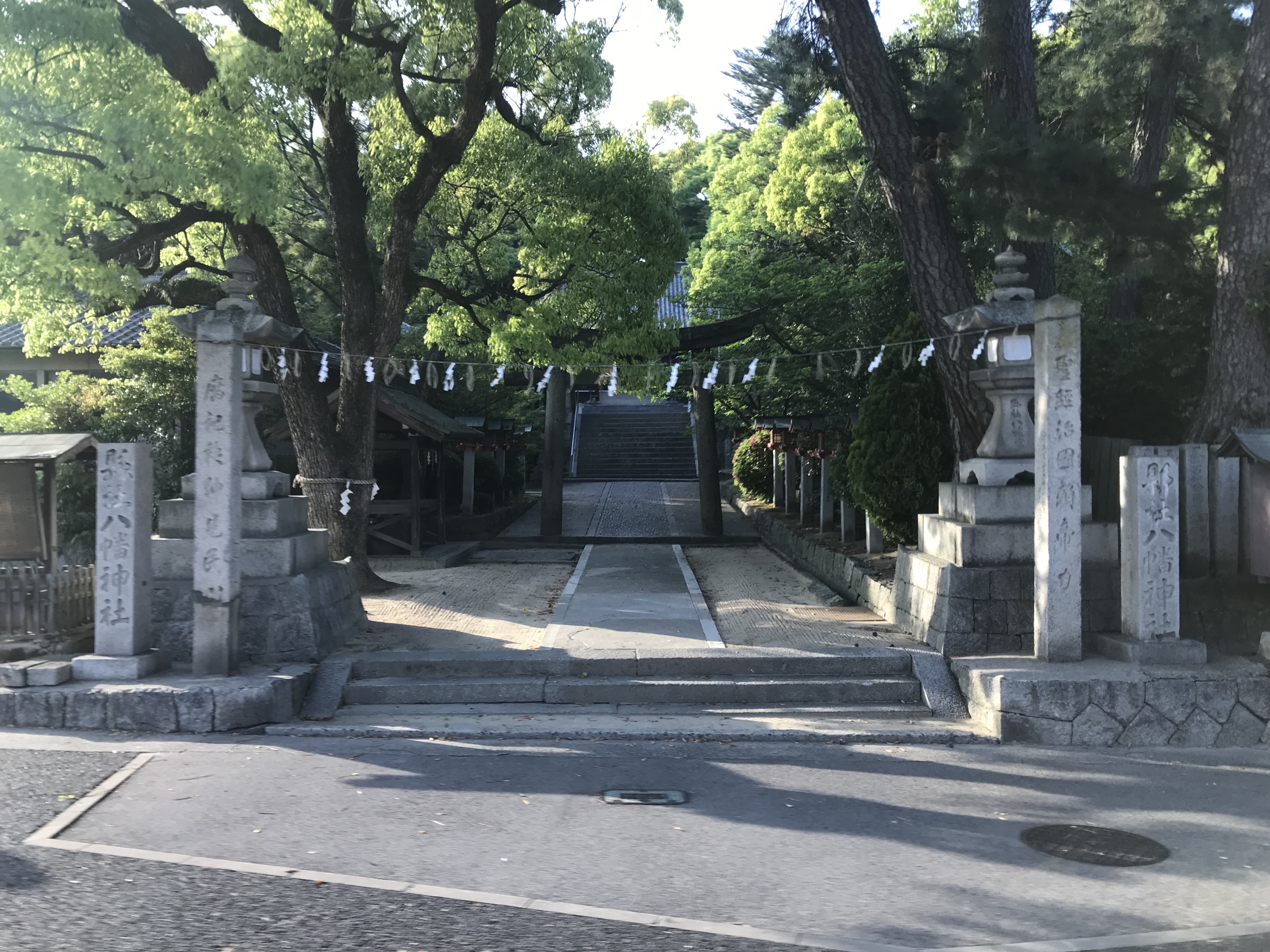
Eingang zum Kamemori-Hachiman-Schrein

Zu den religiösen Stätten der Insel gehört der buddhistischer Tempel Saikon-ji (西金寺). Die hölzerne Kannon-Bodhisattva-Statue in diesem ist ein national ausgewiesenes wichtiges Kulturgut. Die Shintō-Schreine der Insel umfassen unter anderem den Omoto-Schrein (大元神社) und den Kamemori-Hachiman-Schrein (亀森八幡神社) im Norden der Insel. Das „Tondo-Fest“ an letzterem, das am 14. Januar stattfindet, und das „Ohaki-Shinji“, das am 4. Freitag im Oktober stattfindet, sind als immaterielle Volkskulturgüter der Stadt Onomichi ausgewiesen. Der im Schreinbezirk liegende Pyrethrum-Schrein gilt Ueyama Eiichirō (上山 英一郎), dem ersten Präsidenten des Unternehmens Dainihon Jochugiku (大日本除虫菊), das die Dalmatinische Insektenblume in Japan einführte und den Anbau förderte. Die Blumenart wird zur Herstellung des Insektizids Pyrethrum genutzt. Neben diesen Schreinen weist der mit riesigen Felsen übersäte Iwaya-san zahlreiche kleinere Schreine auf.

### Parks und Freizeitmöglichkeiten
Mukaishima liegt innerhalb der Grenzen des Setonaikai-Nationalparks.
Die südlichste Landspitze von Mukaishima ist Kannonzaki (観音崎). Sie ist als „Landschaftlich schöner Ort“ ausgewiesen. Auf der Südseite der Insel befindet sich zudem der Tachibana-Tsurigahama-Strand (立花釣ヶ浜ビーチ), ein natürlicher Strand mit Blick auf die Innoshima-Brücke. Auf der Ostseite der Insel befindet sich der Hishio-Badestrand (干汐海水浴場), ein flacher Strand mit ruhigen Wellen. Eine maritime Freizeiteinrichtung ist das Onomichi Marine Youth Center (尾道マリン・ユース・センター). Im Inselinneren befinden sich zudem der Mukaishima Sports Park (向島運動公園) und das Mukaishima-Orchideenzentrum (向島洋らんセンター). Das Tachibana Nature Utilization Village (立花自然活用村) umfasst einen Blumenpark mit Schulungseinrichtungen, Tagungsräumen und Restaurants. 1950 hatte der Bezirk Tachibana den höchsten Prozentsatz an Menschen über 70 Jahren in Japan und hat sich daher einen Ruf als „Dorf der Langlebigkeit“ erworben. Ringelblumen blühen in den umliegenden Blumenbeeten. Ein Aussichtspunkt auf der Nordseite der Insel ist der Kanekichi-Hügel. Auf der Anhöhe, die einen Blick über den Kanal nach Onomichi bietet, blühen im Frühjahr Kirschen. Ein weiterer Aussichtspunkt liegt auf dem Takayama, dem höchsten Berg der Insel, und ist Teil des Setonaikai-Nationalparks. Von dort aus bietet sich eine Aussicht über die Inseln und Brücken der Seto-Inlandsee.

### In der Populärkultur
Auf Mukaishima können Drehorte aus dem Film Ashita von 1995 besucht werden, darunter der Kanekichi-Hügel. Zudem war Mukaishima Drehort für den Film Futari aus dem Jahr 1991, bei dem Nobuhiko Obayashi ebenfalls Regie führte. Für die Dreharbeiten zu dem Kriegsfilm Yamato – The Last Battle aus dem Jahr 2005 wurde auf der Mukaishima-Werft ein Modell der vorderen Hälfte der Yamato in Originalgröße nachgebaut und vom 17. Juli 2005 bis zum 11. Mai 2006 Besuchern zugänglich gemacht.

## Verkehr

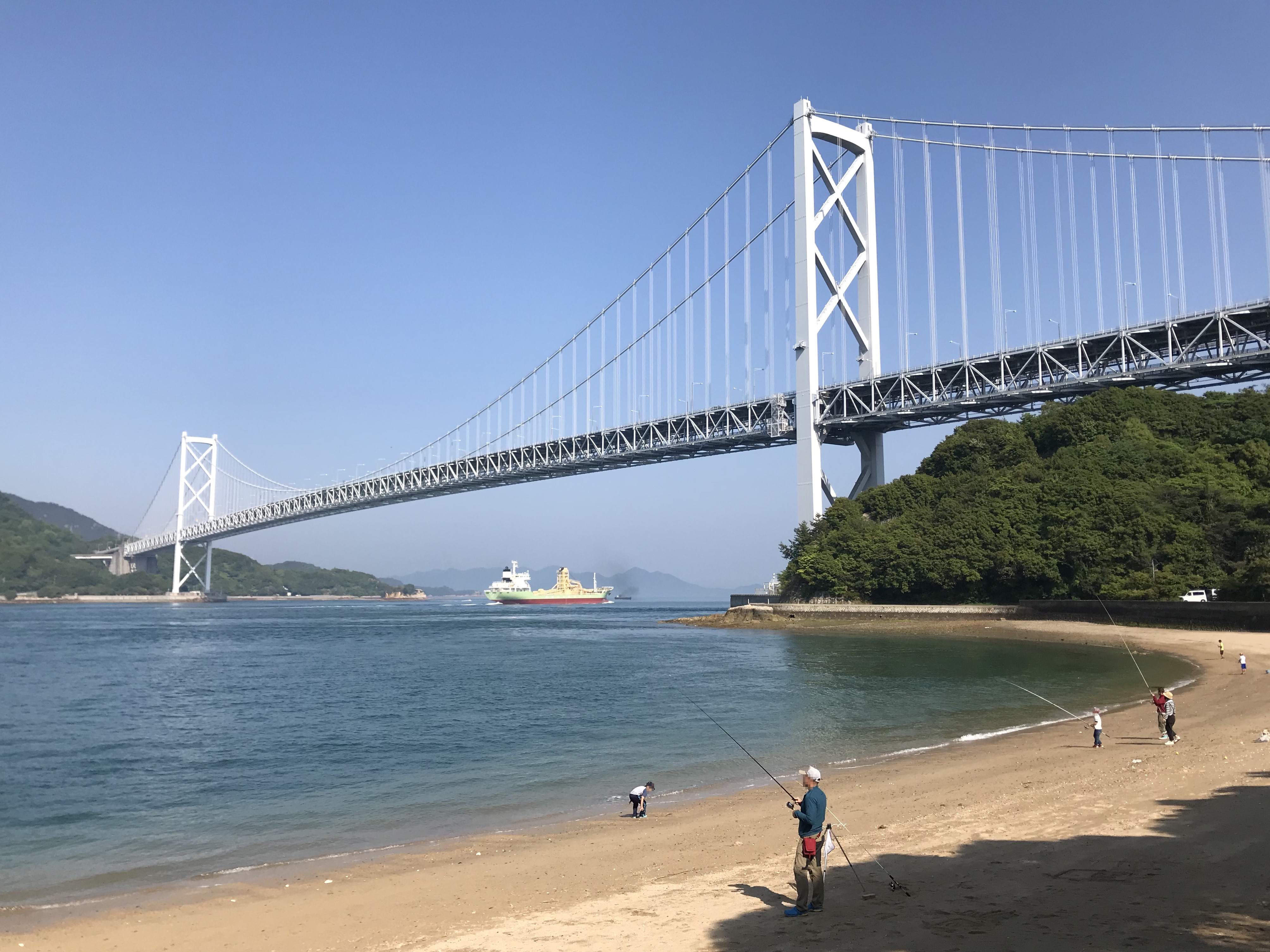
Innoshima-Brücke

Auf Mukaishima verlaufen die Präfekturstraßen 376 und 377 sowie die Nationalstraße 317. Der Shimanami-Kaidō-Radweg führt über Mukaishima.
Die Onomichi-Brücke im Norden von Mukaishima verbindet die Insel mit Honshū. Sie wurde 1968 eröffnet und hat eine Länge von 386,45 m. Im Süden führt die Innoshima-Brücke zur Nachbarinsel Innoshima. Sie wurde im Dezember 1983 eröffnet und hat eine Länge von 1270 m. Die westlich gelegene Insel Iwashi-jima ist über die Mukaishima-Brücke (向島大橋) verbunden.

## Wirtschaft

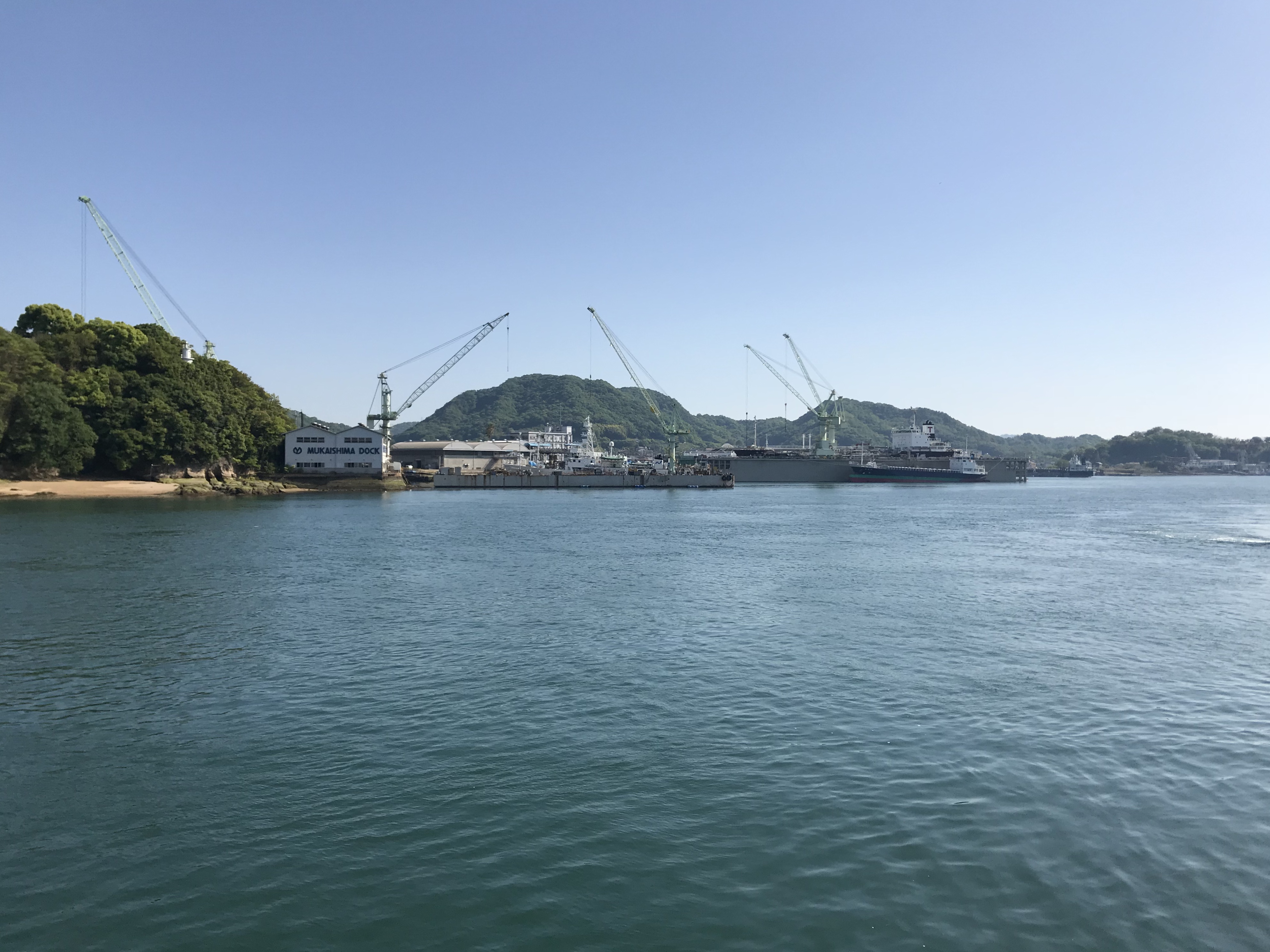
Werft von Mukaishima Dock

Der Schiffbau ist ein wichtiger Wirtschaftszweig der Insel. Zu den Schiffbauunternehmen mit Niederlassungen auf Mukaishima zählen Mukaishima Dock (向島ドック) und Setouchi Craft (瀬戸内クラフト).

## Söhne und Töchter der Insel
- Kaiji Kawaguchi (* 1948), Mangaka
- Satoshi Miura (* 1944), Manager
- Mariko Morita (* 1970), Ringname Mariko Yoshida, Wrestlerin